# پرستوی درختی
پرستوی درختی (نام علمی: Tachycineta bicolor) نام یک گونه از سرده پرستوهای تندروپر است.